# Immunohistokemi
Immunohistokemi eller IHC er en metode, der bruges til at detektere antigener (fx proteiner) på/i celler hos vævs-sektioner ved at benytte at antistoffer binder specifikt til antigener i biologiske væv.

IHC får sit navn fra rødderne "immuno", der refererer til antistoffer, og "histo", der betyder væv. Metoden blev opfundet og først implementeret af Dr. Albert Coons i 1941.

Immunohistokemisk farvning bruges meget til at diagnosticere unormale celler, som dem fundet i kræft-svulster. Specifikke molekylære markører er karakteristiske for afgrænsede cellulære tilstande så som vækst eller celledød (apoptose). IHC bruges desuden ofte i grundforskning for at kunne forstå fordelingen og placeringen af biomarkører og forskelligt udtrykte proteiner i forskellige dele af biologisk væv.
For at visualisere (tydeliggøre) en antistof-antigen reaktion konjugerer man oftest et antistof (der reagerer med antistoffet der detekterede antigenet) med et enzym så som peroxidase. Dette enzym kan så katalysere en farveskabende reaktion under tilstedeværelse af et såkaldt kromogen. Alternativt kan antistoffet blive markeret med et fluorophore-stof, så som fluorescein eller rhodamine (se immunofluorescens).